# Дамър
Дамър е американски биографичен филм създаден през 2002 година. Историята на филма разказва за живота на серийния убиец Джефри Дамър.
В ролята на серийния убиец се превъплатява актьора Джереми Ренър, който впоследствие е номиниран за Independent Spirit Award в категория „Най-добър актьор“

## Сюжет
Внимание:  Текстът по-долу разкрива сюжета на произведението (или части от него)!
Джефри Дамър (Джереми Ренър) изпълнява садични експерименти върху жертвите си преди да ги убие. Той убива един мъж на път за Бат, Охио и шестнадесет мъже в Милуоки, Уисконсин. През същото време, той рационализира престъпленията си с развода на родителите си и неговото самотно детство. Въпреки това, той не може да спре да кани още и още млади мъже от барове и дискотеки в къщата си, където ги убива. Полицията успява да го арестува едва когато младият Родни (Артел Каяру) успява да избяга от апартамента му.

## В ролитe
- Джереми Ренър като Джефри Дамър
- Брус Дейвисън като Лионел Дамър
- Артел Каяру като Родни
- Мат Нютън като Ланс Бел
- Дион Баско като Хамтай
- Кейт Уилямсън като Бабата
- Кристиян Паяно като Летиша
- Том'я Боуден като Шауна
- Шон Блекмур като Корлис